# Spermatium
Een spermatium (meervoud: spermatiën) is de eerste eenkernige, haploïde spore in de levenscyclus van de roestschimmel (Pucciniales). De spermatiën worden verspreidt door de wind of door insecten. Voor de verspreiding door insecten produceert een spermogonium een suikerrijke vloeistof. Als een spermatium van een ander paringstype op een receptieve hyfe van het spermogonium komt, wordt door celdeling een tweekernig mycelium gevormd, dat nog wel haploïde is. Dit tweekernige mycelium vormt vervolgens een aecium.

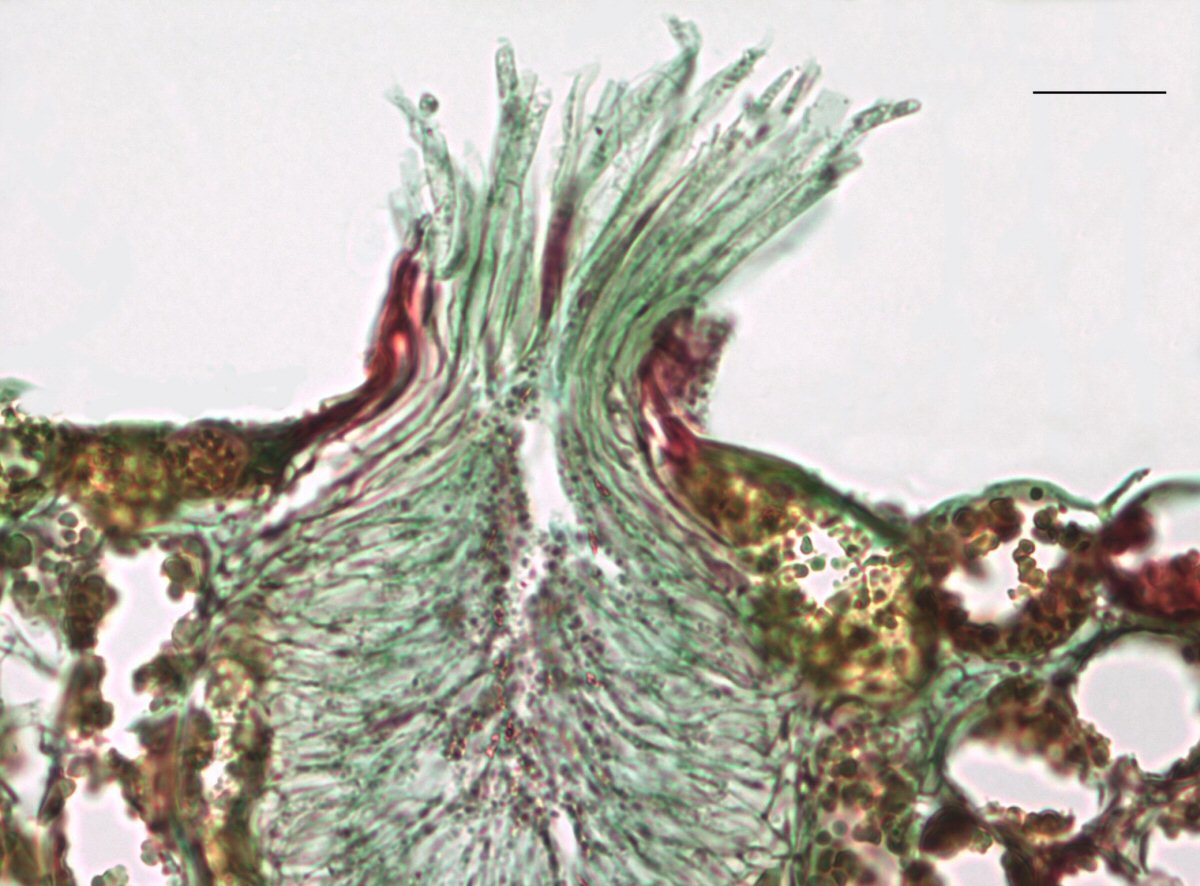
Spermogonium met spermatiën en receptieve hyfen van zwarte roest
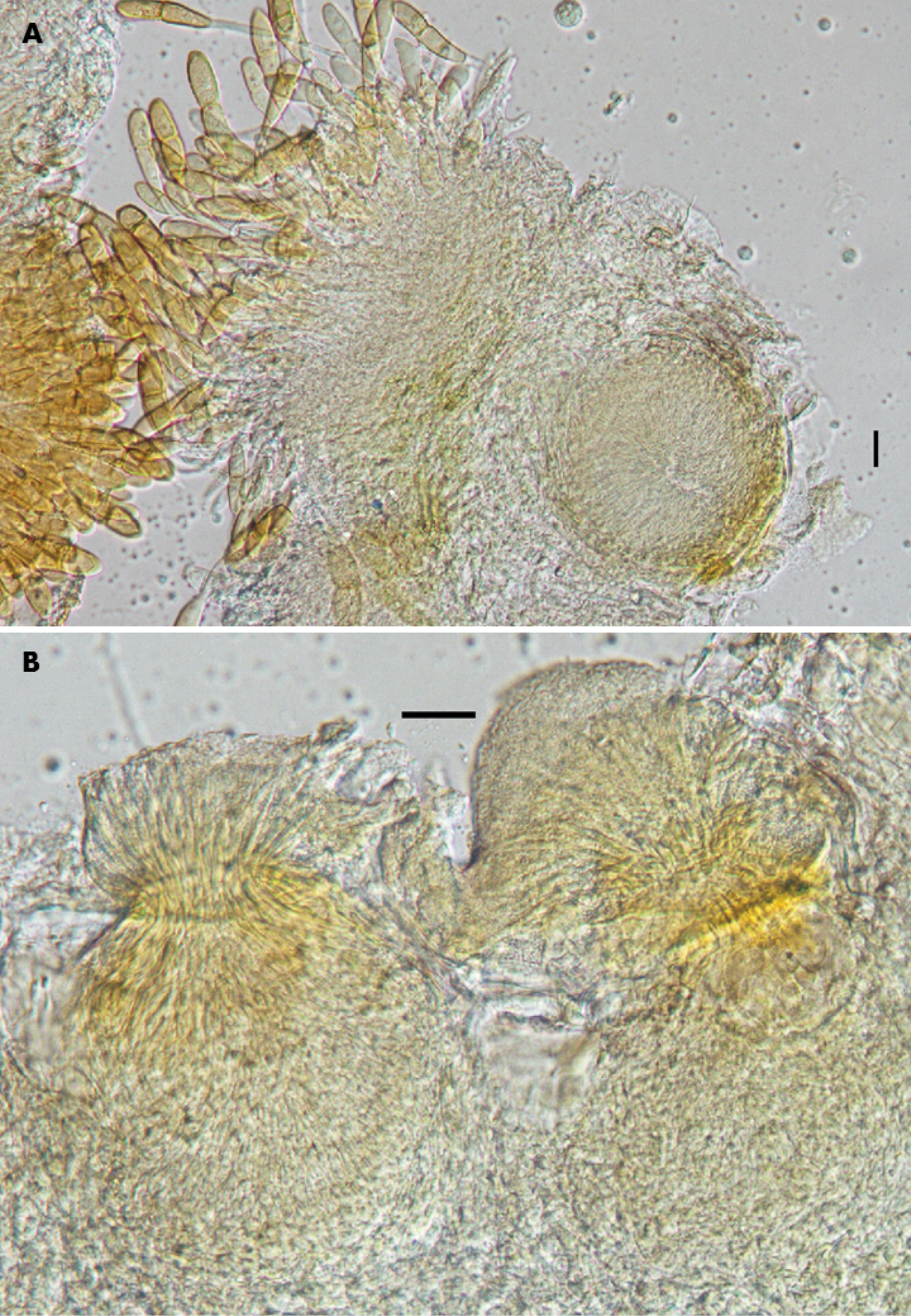
A Spermogonium met spermatiën en links een telium B Spermogonia met spermatiën. schaalstreep: 25 µm. Van Puccinia modiolae op Modiola caroliniana
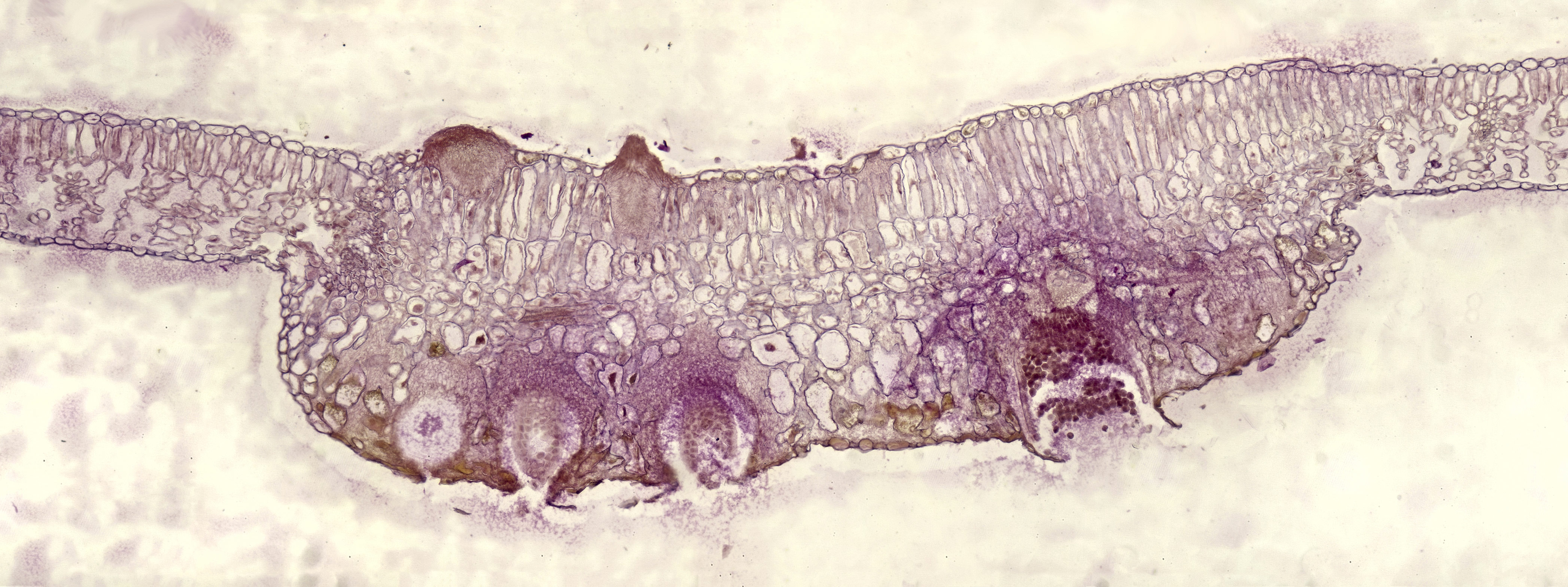
Dwarsdoorsnede blad van zuurbes met spermogonia en aecia van zwarte roest
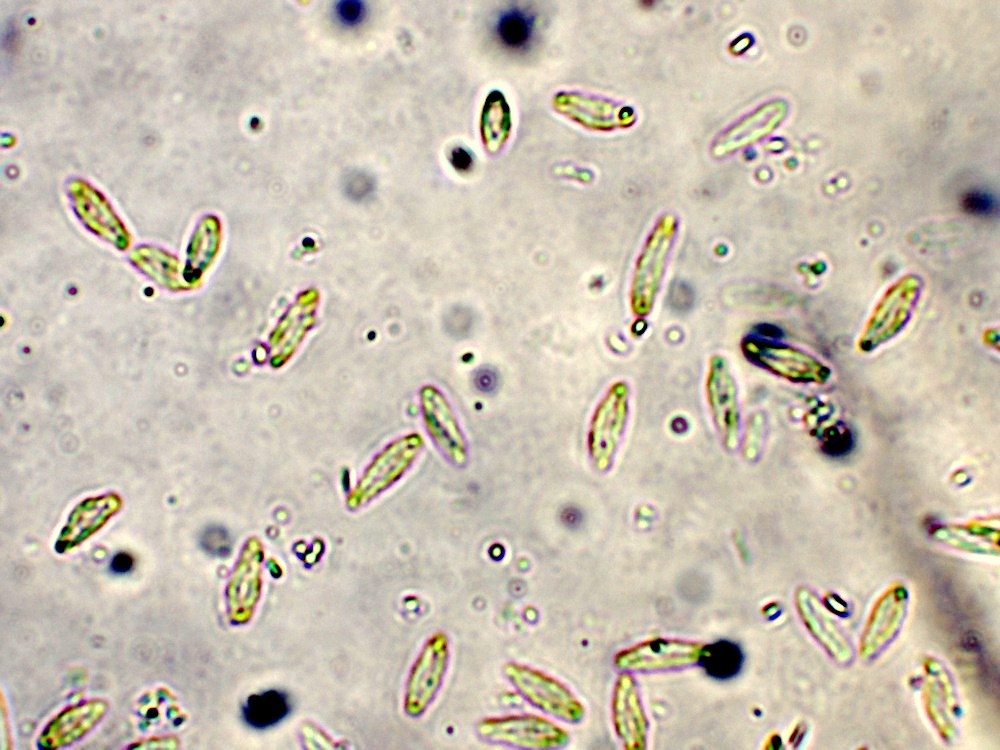
Spermatiën van lijsterbes-jeneverbesroest op wilde lijsterbes